# Jeanne Tripplehorn
Jeanne Tripplehorn (Tulsa, Oklahoma, 1963. június 10. –) amerikai színésznő.
Az Elemi ösztön című 1993-as filmthrillerben debütált a mozivásznon, majd az 1990-es évek folyamán szerepelt A cég (1993), a Waterworld – Vízivilág (1995) és A nő kétszer (1998) című filmekben.
2006 és 2011 között a HBO Hármastársak című drámasorozatának egyik főszereplője volt. 2009-ben Jacqueline Kennedy Onassist formálta meg a Két nő – egy ház című televíziós filmben, mellyel Primetime Emmy-díjra jelölték. 2012-től 2014-ig a Gyilkos elmék című bűnügyi sorozatban alakította a főszereplő Dr. Alex Blake-t.

## Származása, tanulmányai
Jeanne Tripplehorn Suzanne Ferguson és Tom Tripplehorn gyermeke. Apja a Gary Lewis & the Payboys együttes gitárosa. Szülei elváltak, amikor Jeanne még csak két éves volt. Középiskolai tanulmányait az Edison High School-ban fejezte be 1981-ben. Ezt követően egy évet járt a Tulsa-i egyetemre, majd 1986-1990 között a  Juilliard drámatagozatára.

## Pályafutása
Jeanne 1991-ben tűnt fel először a képernyőn, a Testvérharc című filmben. 1992-ben máris nagyobb lélegzetű szerepet kapott a Michael Douglas és  Sharon Stone főszereplésével készült Elemi ösztön című thrillerben, mint Dr. Beth Garner, rendőrségi pszichológus. Ezután a Zűrzavaros éjszakák című vígjátékban kapott főszerepet Matthew Broderick oldalán. Még ugyanebben az évben Sydney Pollack is kinézte magának A cég című film egyik főszerepére. Olyan sztárokkal játszhatott együtt, mint Tom Cruise és Gene Hackman. Az 1995-ös Waterworld – Vízivilág című filmben emlékezetes alakítást nyújtott Kevin Costner partnereként. Ezután több kisebb szerep következett, majd 2006-ban felkérték Barb Henrickson szerepére a Hármastársak című televíziós sorozatban. 2011-ig 53 epizódban láthattuk.  2012 és 2014 között pedig a Gyilkos elmék című bűnügyi sorozat 48 részében formálta meg Alex Blake alakját.

## Filmográfia

### Film
| Év   | Magyar cím             | Eredeti cím            | Szerep                       | Magyar hang        |
| ---- | ---------------------- | ---------------------- | ---------------------------- | ------------------ |
| 1992 | Elemi ösztön           | Basic Instinct         | Dr. Beth Garner              | Tóth Enikő         |
| 1993 | Zűrzavaros éjszakák    | The Night We Never Met | Pastel                       |                    |
| 1993 | A cég                  | The Firm               | Abby McDeere                 | Pápai Erika        |
| 1994 | Nyakunkon az élet      | Reality Bites          | Cheryl Goode                 |                    |
| 1995 | Waterworld – Vízivilág | Waterworld             | Helen                        | Balázs Ágnes       |
| 1995 | Waterworld – Vízivilág | Waterworld             | Helen                        | Kisfalvi Krisztina |
| 1995 | Waterworld – Vízivilág | Waterworld             | Helen                        | Németh Borbála     |
| 1997 | Időszámításom előtt    | ’Til There Was You     | Gwen Moss                    | Orosz Anna         |
| 1997 | Kiiktatva              | Office Killer          | Norah Reed                   | Tóth Enikő         |
| 1998 |                        | Monument Ave. / Snitch | Annie                        |                    |
| 1998 | A nő kétszer           | Sliding Doors          | Lydia                        | Kiss Erika         |
| 1998 | A nő kétszer           | Sliding Doors          | Lydia                        | Györgyi Anna       |
| 1998 | Ronda ügy              | Very Bad Things        | Lois Berkow                  | Prókai Annamária   |
| 1999 | A keresztapus          | Mickey Blue Eyes       | Gina Vitale                  | Tóth Enikő         |
| 2000 | A rejtőzködő           | Steal This Movie!      | Johanna Lawrenson            |                    |
| 2000 | Timecode               | Timecode               | Lauren Hathaway              | Kocsis Judit       |
| 2000 | Paranoid               | Paranoid               | Rachel                       | Orosz Anna         |
| 2000 | Frigy vagy nem frigy?  | Relative Values        | Miranda Frayle / Freda Birch | Bertalan Ágnes     |
| 2002 | Hullámhegy             | Swept Away             | Marina                       | Balogh Erika       |
| 2005 |                        | The Amateurs           | Thelma                       |                    |
| 2007 |                        | The Trap (rövidfilm)   | Maggie                       |                    |
| 2008 | Szárnyas teremtmények  | Winged Creatures       | Doris Hagen                  | Németh Kriszta     |
| 2010 | Kívülről őrült         | Crazy on the Outside   | Angela Papadopolous          | Kisfalvi Krisztina |
| 2010 |                        | Morning                | Alice                        |                    |
| 2013 |                        | A Perfect Man          | Nina                         |                    |
| 2017 |                        | Little Pink House      | Charlotte Wells              |                    |
| 2018 |                        | We Only Know So Much   | Jean Copeland                |                    |
| 2018 |                        | Gloria Bell            | Fiona                        |                    |
| 2020 |                        | Ana                    | Helen lelkész                |                    |

### Televízió
| Év        | Magyar cím          | Eredeti cím                 | Szerep                     | Megjegyzések                                                    |
| --------- | ------------------- | --------------------------- | -------------------------- | --------------------------------------------------------------- |
| 1991      | Testvérharc         | The Perfect Tribute         | Julia                      | - tévéfilm - magyar hangja: - Kisfalvi Krisztina - Zakariás Éva |
| 1992      |                     | The Ben Stiller Show        | The Wilson Woman / Goo     | 3 epizód                                                        |
| 1996      |                     | Mr. Show with Bob and David | követ dobáló énekesnő      | 1 epizód                                                        |
| 1997      |                     | Old Man                     | Addie Rebecca Brice        | tévéfilm                                                        |
| 2002      | Gyilkos rejtvény    | Brother's Keeper            | Lucinda Pond               | tévéfilm                                                        |
| 2003      | Becsületszó         | Word of Honor               | Karen Harper őrnagy        | tévéfilm                                                        |
| 2003      | Frasier – A dumagép | Frasier                     | Chelsea                    | 1 epizód                                                        |
| 2006–2011 | Hármastársak        | Big Love                    | Barbara Henrickson         | főszereplő (53 epizód)                                          |
| 2009      | Két nő – egy ház    | Grey Gardens                | Jacqueline Kennedy Onassis | - tévéfilm - magyar hangja: - Orosz Anna                        |
| 2011      | Küzdelem a rákkal   | Five                        | Pearl                      | - tévéfilm - magyar hangja: - Kisfalvi Krisztina                |
| 2012      | Új csaj             | New Girl                    | Ouli                       | 1 epizód                                                        |
| 2012      |                     | Blue                        | Vera                       | 1 epizód                                                        |
| 2012      |                     | Electric City               | Hope Chatsworth (hangja)   | 20 epizód                                                       |
| 2012–2014 | Gyilkos elmék       | Criminal Minds              | Alex Blake                 | - főszereplő (8-9. évad) - 48 epizód                            |
| 2019      | Hiány               | Undone                      | Beth Hollingsworth         | 4 epizód                                                        |
| 2019      | BoJack Horseman     | BoJack Horseman             | Joan Tripplehorn (hangja)  | 1 epizód                                                        |
| 2020      | Mrs. America        | Mrs. America                | Eleanor Schlafly           | - minisorozat (9 epizód) - magyar hangja: - Orosz Anna          |
| 2022      | Az aranykor         | The Gilded Age              | Sylvia Chamberlain         | 6 epizód                                                        |
| 2022      | A végső lista       | The Terminal List           | Lorraine Hartley           | 7 epizód                                                        |